# 戦闘メカ ザブングル
『戦闘メカ ザブングル』（せんとうメカ ザブングル）は、1982年（昭和57年）2月6日から1983年（昭和58年）1月29日まで、名古屋テレビを制作局として、テレビ朝日系で毎週土曜17:30から18:00（JST）に全50話が放送された、日本サンライズ制作のロボットアニメである。英語表記は、Xabungle。日本サンライズ創立10周年記念作品。

## 概要
富野喜幸が名義を富野由悠季と改め、『伝説巨神イデオン』以来2年ぶりにテレビアニメの監督として復帰した作品である。かつて自身の出世作『機動戦士ガンダム』が放映されたのと同じ放送枠において、本作の後、『聖戦士ダンバイン』『重戦機エルガイム』『機動戦士Ζガンダム』『機動戦士ガンダムΖΖ』まで1年もののテレビアニメとして連続5作品を送り出すことになる（さらに『ΖΖ』と並行して劇場版『機動戦士ガンダム 逆襲のシャア』の制作も進めた）。
前番組『最強ロボ ダイオージャ』が放送開始した1981年の春には、リアルロボット作品として『機動戦士ガンダム』の評価が定まってきており、放送終了後に発売された「ガンプラ」など、関連商品が歴史的な大ヒットを記録していた。同年秋にはリアルロボット作品として、同じサンライズ制作の高橋良輔監督による『太陽の牙ダグラム』のテレビ放送が始まり、このプラモデルの販売も好調だった。ただし、前例踏襲の熱血合体ロボ路線である『ダイオージャ』の後番組がリアル路線ではメインターゲットである低年齢視聴者の抵抗が大きいと判断され、本作はリアルさにおいて『ガンダム』『イデオン』のシリアスラインと『ダイオージャ』の中間をターゲットとしたアニメと企画されていた。
当初は『エクスプロイター』という仮称で鈴木良武・吉川惣司監督を中心としたシリアスな宇宙もののロボットアニメ企画として進められており、準備設定画も存在している。吉川が多忙を理由に監督を辞し、代わりに富野が監督に抜擢されてからはキャラクターデザインなどを除いて一新され（富野もまた多忙で、劇場版『ガンダム』など複数の仕事を掛け持ちして追われていたため、デザイン変更までは追いつかなかった）、西部劇のような世界にガソリンエンジンで動き、自動車のようなハンドル（ステアリングホイール）とアクセルペダルで操縦する巨大ロボットウォーカーマシン（以下WM）が登場する、派手なロボットアクションを前面に出した作品となった。そうした設定は富野が一夜で考案し、その後も完成後のコンテや脚本を次々に書き換えてしまうことが相次ぎ（日常会話調のいわゆる「富野節」にセリフ回しや展開を改変してしまうことも含め）、特に脚本家である鈴木との間に確執が深まっていき（富野批判とも取れる後日談が雑誌インタビューなどに文面で残っている）、本作以降は同じ作品で仕事を共にする機会はなくなっている。
富野は、登場人物が悲惨な結末となるいくつかの作品を以前に制作しており、「皆殺しの富野」の異名がファンサイドでも定着する始末であったため（シリアスや残酷な描写が青年層には受けても子供離れや玩具売上低迷に繋がることも多かったため）、低年齢層への訴求も重視している本作は「誰も死なない作品とする」との決定のもとに制作され、このコンセプトは翌年制作の『銀河漂流バイファム』にも受け継がれた。実際には物語上で恨みや仇という関係を作るため、脇役やゲストに相応の死者を出している一方、物語に大きく関わる者は戦闘で敗者となる者でもほぼ死ぬことはなく、戦闘後に逃げ出す姿が描かれた。作品そのものは非常に明るいコメディタッチで描かれており、仇役であるティンプ・シャローンやキッド・ホーラといった敵役のキャラクターたちもどこか憎めないよう描かれている。そのようなコミカルな描写は、暗い作風でスポンサー企業からクレームが付いた『Ζ』の続編『ΖΖ』においても導入されている。
主人公・ジロンの顔はコンパスで描いたように丸くデザインされたため、作中でも「どマンジュウ」「メロン・アモス」などのあだ名で呼ばれている。このデザインについて湖川友謙は、後に発行されたムック内では「前々から暖めていたものであり、必ずしもコメディを意識して用意したものではない」と語っていたが、その後の研究本では「コメディを意識して」と発言している。全キャラクターについて瞳に共通した特徴があり、「虹彩のない単色の丸い瞳にハイライトの白線が斜めに1本入っている」のみの単純なデザイン（通称「ネジ目」）となっている。なお、企画段階ではキャラクターの服装は世界観にあわせて変遷したものの、顔は『エクスプロイター』の時から一貫して「ネジ目」だった。
本作では宮崎駿の作品が意識された。出渕裕によると、ジロンがジャンプして着地する際に足がしびれるなど、『未来少年コナン』からの影響が指摘されており、富野自身も『コナン』を模倣するところから始めたと証言しており、『ルパン三世 カリオストロの城』をまねろとも指示している。出渕は「富野さんの中ではやはり、宮崎さんがやっているものに対して一種の憧れというか、こういうのをやりたいっていうのがあったと思うんですよ」と語っている、後年の『ガンダム Gのレコンギスタ』の放送終了後の雑誌コメントでは「自分は宮﨑駿のような天才にはとうとう及ばなかった」という趣旨を明言している。
本作は、単なるロボットアニメとは異なり、いくつもの新機軸と言えるアイディアを盛り込んでいた。その一つに「主人公メカのザブングルが物語の途中で破壊され、新型機のウォーカー・ギャリアに乗り換える」という、いわゆる主役機の交代劇がある。それまでにも「ゲッターロボからゲッターロボGへ」など、主人公が主役ロボットを乗り換える事例は存在したが、それらはあくまで物語の一旦完結を経た後継作品の中での出来事だった。物語の途中で、番組タイトルとなっている機体から別の名称を持つ機体への乗り換えは、当時のロボットアニメでは異例の出来事だった。これは本作品が宇宙劇から西部劇への変更により、主役メカのデザインがどうしても世界観に馴染まないために行なわれた措置だった。結果的に、このような主役機途中乗り換えの商品展開は翌年以降の後番組の作品でも流用され、現代に至るまで引き継がれている。
なお、ザブングルは当初から2機が登場し、もう1機は他のキャラクター（主にエルチ・カーゴ、ラグ・ウラロ）が使用して最後まで活躍した。提供スポンサーのクローバーによると、2機のザブングルは合体する予定だったという。番組後半はこの合体したザブングルの商品が投入される予定だったが、代わりに前述のギャリアが発売された。しかし、ギャリアの玩具の売上が芳しくなく、富野はスポンサーから苦言を呈されることになった。ギャリアは富野自身がデザインに注文を付けた形で商品化されていたために追求の対象となり、ギャリアの1/100スケール プラモデルはシリーズ全体の売上低下が理由となって商品化が中止された。提供スポンサーのバンダイの会報誌には苦情が殺到し、ギャリアに関する投稿が続くなど混乱した（詳細はウォーカー・ギャリアを参照）。
ザブングルとギャリアを合成して再設計した新型WM・ブラッカリィが敵側の戦力として登場し、ザブングルやギャリアを苦戦させるという展開が見られる。さらに、主人公たちの乗艦である大型母艦アイアン・ギアーは同型艦が二度に渡って登場し、1隻目のグレタ・ガリーとの戦闘では大破したアイアン・ギアーを捨てて乗り換え、2隻目のギア・ギアとは双方巨大WMに変形しての格闘戦を繰り広げている。
『ガンダム』では、人型のロボットが登場するためのSF的な理由付けが設定されていた。本作にもその理由付け設定があり、「破壊された地球から逃げ出した人々（イノセント）の“再び二本の足で大地を踏みしめたい”という願い」から生まれたことになっている。

## 製作

### 企画
原作も担当した脚本家の鈴木良武によると、当初は人工衛星を舞台に、地球人の落ちこぼれ達が宇宙移民を目指す話で、敵の襲来で衛星の住民達が逃げ出した後、落ちこぼれだけが残って戦うロボット物だったという。鈴木の知人関係から吉川惣司が監督として呼ばれたものの、ロボット物とは肌が合わず、議論も噛み合わなかったために、後任として富野由悠季が呼ばれ、複数の企画書を整理して本作に纏められた。
企画書では、「落ちこぼれの復権」「人間性の賛歌」が狙いとして挙げられ、作品の路線は上記にもある通り、『ガンダム』『イデオン』のシリアスと『無敵ロボ トライダーG7』『ダイオージャ』のギャグの中間であるユーモア・アクションと銘打った「惑星西部劇」であるとしている。
宇宙モノを前提とした企画の時点で主役メカ（後のアイアン・ギアー）のデザインは決められており、同様の企画が他社で進行中と判明したことで、西部劇のコンセプトに改められた。西部劇は荒野が舞台になるイメージから、全てが荒野化した惑星ゾラが設定され、企画当時に騒がれていた石油枯渇問題という時事ネタを採り入れ、富野によってガソリンで動く設定が考案された。そして四輪車が合体変形する新たな主役メカ（ザブングル）が考案された。

### 制作
本作のスタイルは、打合せに同席した設定制作がデザイナーに脚本を届ける際、話数に必須な設定を伝え、それを基に必要と判断したデザインを上げる方式が採用され、美術とメカニカル、双方のデザイナーが互いを補完し合うことが多かった。
監督の富野が本作の作業に関わりはじめたのは、放送予定4～5カ月前というタイミングで、この時点で、主役メカであるザブングル以外のWMのデザインも、作業は既に開始されていた。主役機以外のメカコンセプトは、高年齢層を意識したリアルな兵器として、主役機は『トライダーG7』や『ダイオージャ』の延長線として、低年齢層向けにデザインされた。
プロデューサーの中川宏徳は、本作で初めて富野と仕事をしたが、監督交代の余波や、設定や基礎部分を煮詰める作業により、スケジュール全体に大きなしわ寄せが生じ、その対処に追われることになった。また、絵コンテを1つを切る際も、富野から担当者たちに、そのまま脚本から絵を起こすのではなく、話の奥底に隠されたものを見出す探求心を要求された。結果、本作終了後の第2スタジオの雰囲気は大幅に変わることになった。
設定担当として、キャラクターデザインと美術設定の制作スケジュール管理を行った川瀬敏文によると、当時は全てがアナログ作業で勝手が利かず、富野の指示もラフの状態で正式案ではなく、ケースバイケースの判断が求められた。ウォーカーマシンについても、関係者全員が顔を揃えた話し合いは2回しか出来ない程スケジュールは逼迫しており、アニメーター達はウォーカーマシンの特徴を捉えるのに苦心していたという。
キャラクターデザインを担当した湖川友謙は、『伝説巨神イデオン』とは真逆の柔らかな動きを重視した作品像を目指したものの、第1話は原画が多すぎて意図を伝達できず、スケジュールを確保できずに2話～26話まで一切の関与ができなかったため、27話以降は関与できなかった前半部分の手法がそのまま作画に反映されることになった。
撮影監督を担当した斉藤秋男は、撮影という仕事は本来は内容に感知しないものであると断った上で、「動画を入れてもカメラ操作で動かさねばならない部分があった」「中コマヌキも多く、迷うことも随分あった」「OPやEDでは、同じものを何回もキレイに使用しなくてはならず、神経を使った」と本作のイレギュラーぶりを語って、全体的にキツイ仕事だったことを明かしているが、反面、コミュニケーションを密にする必要性から、担当者同士の考えやギャップの解消に恵まれ、勉強する機会を得た作品と位置付けている。

### 美術
担当した池田繁美（当時スタジオ・ユニ所属）は、前番組の『ダイオージャ』（中盤から参加）に引き続いての担当だったが、富野の制作入りが遅れ、顔を合わせての打ち合わせは1、2回しかなかった。舞台となる「惑星ゾラ」について、「海水面を300ｍ下げた地球」というコンセプトが富野から提案され、池田はそれに基づいた地球図を作成し、ギラギラした米国西部の植生を参考に植物のデザインなども行った。打ち合わせの際、富野は美術設定に細かく気を配り、殊更ウソに見える描写を嫌った。そのため池田は1話辺り4～5枚の美術ボードを描く際、生活感のある質感を心掛けたが、富野の描くイメージに肉薄できない部分もあり、「ハナワンの泥の海」の設定については、池田がイメージを掴めず、地面と混同して描いてしまうこともあった。

### デザイン
ゲストメカの大部分は、富野のラフを基に出渕裕がクリンナップを描き起こしたが、美術担当の池田が描いたイノセント側の建造物や室内様式に触発された武器や装備品も存在する。また第15話に登場した「ハナワン族」や彼らが住む「マッドシー」のように、脚本主導で設定されたものもあり、それらの多くは設定制作の風間洋が演出に依頼されてデザインしている。また本作の銃器類は矢木正之が全話担当している。
作画監督の坂本三郎は、キャラクターデザインに関して、「丸顔と言うけど、変わっているのは主人公の輪郭だけで、後はリアルな絵です」と指摘している。

### 作画
作画監督の佐々門信芳は、主人公のデザインが丸顔中心で、作画監督各々の手癖は発生しないと考えていたが、作業に入るとシンプル故の難しさが露見し、佐々門自身も第1話と2話で、主人公の目の高さを取り違えるなどのミスが発生した。しかし、その他のキャラクターは適度にエッジやデコレーションが施され、描き易かったという。
作画監督の篠田章も、自身がギャグ好きのため、仕事自体には抵抗がなかったとしながらも、主役の顔の描画には苦心し、「一見簡単そうな顔ですが、表情づくりが難しい。目の配置1つ微妙に違っただけでも、変な顔になってしまう」と、その苦労を語っている。
第27話で作監デビューした遠藤英一は、「これだけ好き勝手できた作品も珍しい」「内輪のギャグが多い作品」として、出来上がったラッシュが自身の手癖が強く出過ぎて、作画監督という責任をとる立場から「これで良いのか、このまま放送して良いのだろうか」と自問したことを明かして、トロン・ミランとジロンの喧嘩場面は無理を言って描いたものの、やり足りなかったと述懐している。
作画監督の坂本三郎は、当初聞いたあらすじからギャグ物と想定していなかったが、回を追うごとにギャグ物でなければ使用しない「中ヌキ」や「中ナシ」を多用するようになったことに触れて、「面白いなと思いましたが、全部上手く行ったとは言えない。やり過ぎた所もありますね」として、偶然にも『伝説巨神イデオン』と同じく最終回の作監を担当したことも踏まえた上で、「制作状況は毎度変わらず、特別に力を入れる時間もない。それでも最初と最後はきちんとしなければならないからシンドイ。もっと時間が欲しかった」と語っている。
作画監督の山田政妃は、それまでのアニメとはスピード感が異なり、タイミングを掴むのに最後まで苦労したとして、「従来は3コマ撮りが普通。ザブングルでは1～3コマが不規則に入り組んでタイミングが速い」と指摘した上で、特定の個人が速さを求めたわけではなく、1話終わる毎に図らずも速さを求めた結果だとして、作画マンの多種多様な個性の集まりが本作の特色であると述べている。
アニメーターの矢木正之は、登場人物の1人であるトロン・ミランを例に挙げて、「湖川キャラにしては描き易い方だったが、髪の毛が決めにくくて、動画の時に振り向かせるシーンは困りましたね」と語り、同様に主人公も「ボールに顔を描いたみたいになっちゃう」と、その描きにくさに言及している。

## 監督・富野由悠季からの評価
吉川惣司に替わって監督を務めた富野は、「スケジュール的に見てニコニコやれる状態じゃない。正直言って初めは嫌々でした」と振り返り、『ガンダム』『イデオン』とシリアスな作風を連作した反動から、「肩肘張って作るばかりがアニメじゃない。遊んでみる気持ちがあっても良いんじゃないか」との思いから、本作は、自らの思想や理念、主張を一切行わずに仕事を成立させる実験台にしようという気持ちがあったとしながら、「点数をつけるとしたら30点が良いとこです。ストーリーが破綻しちゃって、構想論から見たら完全な失敗作です。ホント、粗だらけ」と厳しい評価を下している。しかし、実験台としては大正解だったとして、「アニメの本道は『ザブングル』のようであるべきだ。僕は確信を持って結論に達しました」とコメントしている。
また本作のような、監督の気持ちを一歩引いたアニメの制作には、予想を上回る作画と演出が必要だったと述懐し、絵コンテはストーリー性のある作品の3倍の手間が必要となり、動画の中割り指定までコンテに描き込まないといけなかったことを明かして、「アニメーターには極度に嫌われました」と語っている。そして制作過程については、『ガンダム』と『イデオン』に専念して手が回らなかった最初の1クール半は「絵とか動きが重い」と指摘し、その後、第2スタジオのアニメーターたちが、『超電磁マシーン ボルテスV』で身につけたノウハウに囚われ、本作の作画に慣れていないと感じ、2クールを過ぎても改善されなかったことから、当初の方針を転換、積極的な現場介入を行い、「『ダイオージャ』までのアニメで表現できると思っちゃ困る」「あなたの覚えてるアニメの仕方は皆ウソ」「総監督の僕のいうことを聞け」とパワハラに等しい発言を行って現場が険悪になり、「何人のアニメーターが辞め、何人の演出家が逃げ出すだろう」と当時の心境を明かした上で、3クール目からスタッフとの意思疎通が図られ、「走り出した」手応えを掴んだと証言している。
本作を通じて富野は、「キャラクターを自由に動かすには、最低限の足場だけで良い」として、「アイアンギアーという1つの社会だけで良かった。ソルトみたいなのを作ってしまったのは姑息でしたね」と反省を述べ、この作品で本当に描かなければいけなかったのは「ジロン、エルチ、ラグたちが最後まで物語を走り切れるか否かの部分だった」として、方向性を掴んだのが物語の終盤近くだったが、その頃にはスタッフも楽屋落ちをやる余裕が生まれ、本来なら嫌いな楽屋落ちも、本作に関しては余裕の産物で気に入っていると述べている。

## その他のスタッフからの評価
原作を務め、五武冬史名義で脚本にも参加した鈴木良武は、「ギャグ物だけど、裏にシリアスな世界がある」として、それを踏まえてのギャグ表現を富野が色々考えてくれたとフォローした上で、「企画の根本である『ロボット物のギャグ』は一貫して活かされている」「（富野監督は）ギャグをどう描くか大変だったと思う」とその労をねぎらい、肩肘を張らず、リラックスして見られる作品であると述べている。
演出を担当した加瀬充子は、「コンテが2本しか切れなかったのは残念」としながら、富野が想定する範疇で自由にやらせて貰った楽しい仕事だった述べ、本作は、全てのキャラクターが主人公であり、彼らが成長することで生きるパワーが感じられる作品だったと振り返り、無法な世界で主人公が自分の意思で生きるのが人間的で、普通なら感情を抑える所を出すことで、他のキャラクター達に新たな感情が芽生える流れが一番好きであるとして、「シリアス、ギャグ、全て含めて『ザブングル』」「結局、わたしは人間が好きなんですね」とコメントしている。
演出を担当した関田修は、ギャグを貫いた作品の仕事は初体験で、「ギャグのタイミングの取り方が勉強になった」と、演出家としての成長の転機だった作品と振り返り、ギャグとシリアスとの徹底した振れ幅が本作の魅力で、主人公も当時主流だったヒーロー像から程遠く、親近感を持ったキャラクターだったと評価した上で、「仕事をしてい後味も良く、最初の印象も良い作品なんて、そうあるものじゃありません」と好意的なコメントを寄せている。
演出を担当した鈴木行は「型に嵌らない作品」と評し、「合体」の一言で済ませる従来のプロセスを逆手に、細かいディティールで見せているとして、「楽しく、自然にキャラの動きが浮かんできた」との感想を述べている。一方で制作当時の反省点として、「中コマヌキ」を多用し過ぎたことを挙げ、メリハリが必要だったとしている。そして自身は戦闘シーンが苦手で、38話以降のアイアンギアーとイノセントの戦いは辛い仕事だったと明かして、「作品は好みだったんですが、富野（監督の）感覚を掴むまでは、かなり肩を張ってましたね」とコメントしている。
演出を担当した菊池仁は、「考える間もなく入り込めた」と当時を振り返り、「ザブングルは動きのアニメ」と評し、演出の融通が利く反面、ギャグで破目を外さないよう注意し、ギャグのテイストを掴むのが一番苦労したと語っている。また、担当したエピソードについては46話を挙げて、「盛り上がりを作るための途中経過な仕事が多く、ドラマ的変化に乏しかった。トロン・ミランみたいな劇的な話がやりたかった」と、無念さを滲ませたコメントを寄せている。
脚本を担当した荒木芳久は、「何を考えているか掴みにくい作品だった」と述懐し、登場人物が多く、各々にスポットが当たる等して展開が分からず、「演出の方々は苦労したと思う」と労った上で、スタッフ達が制作に慣れて来た中盤以降が、自然な感情や本音を表現できていて面白いとして、「ザブングルは見る側によって自由に捉えて貰えるごった煮のような作品」と評している。また、自身が手掛けた脚本回では、ハナワン族の話が一番気に入っていると述べている。
脚本を担当した伊東恒久は、西部劇のイメージで1年間手探りで参加し、打合せでは世相の事ばかりで脚本の話を殆どせず、それが当時の日本の政治体制を反映させたイノセントの設定に繋がったと述懐して、当時のテンプレでないラグやエルチのような生々しい女性キャラを執筆できたことが一番気に入っていると述べ、「アニメで芝居を描いた今回の作品はしんどかった」とコメントしている。また、当初は金太郎のような主役のデザインに違和感があったが、マスコットキャラのチルの存在がそれを緩和させていると指摘している。
アニメーターの山田城次は、「何時まで経っても終わらない。物量的に大変な作品だった」と語り、自身が今まで習得した技法で描くことができた反面、新しい技法を習得できなかったことが不満だったと述べつつ、「富野さんから、道は他人に聞くものじゃない。自分で造るものだって叱られるだろうけど」と断りを入れている。
作画監督を担当した金山明博は、本作では、富野が意図的にストーリーの発展性を無くし、過程を細かく描くことに注力しているとして、3～4話を通して視聴しないと、その発展性が見えて来ないことを指摘して、その上で「自分としては、兎に角、動かすことに専念した。富野さんの術中に嵌って走らされた感じかなぁ」との感想を述べている。
主役であるジロン・アモスを演じた小滝進は、ジロンというキャラクターについて、「考えるより先に体で表現する男」と評し、表現が単純でストレートなため、大人である自身では却って感情が捉えにくい部分があったとして、特に不器用であるジロンの性格を考慮して、言葉遊びを台詞に挟む際は、自身のためらいもあって多少は演じる苦労があったとしながら、『ザブングル』の世界観が、行動すれば何かの形で跳ね返る、打てば響く世界であるため、掛け声をほぼアドリブで行う等、それなりにエンジョイさせてもらったと語っている。また印象に残った場面として、「敵側に走るラグを泣きながらジロンが殴る場面」「理解者であるアーサーの死」「失明したエルチに見せるジロンの優しさ」を挙げ、中でも最終回の、殺伐とした状況から愛情の生まれる余裕の切り替えのラストシーンについて、演じる難しさを感じながらも、やりがいのある場面であったと述懐している。
エルチ・カーゴを演じた横尾まりは、従来の富野作品と比べ、明るく皆が楽しんでやっている雰囲気が、演じる側にも伝わる作品だったとして、話のテンポがとても速く、台詞の出だしが他の仕事でも速くなるほどであったという。自身が演じたエルチについては、演出担当者によって解釈が異なり、自分なりに構築していたエルチ像と食い違うこともあったとした上で、「気が強くプライドが高い。でも文化を目指す直向きな一途さや、彼女らしい我儘が大好きでした」と語り、それだけに、洗脳されて主人公側と対抗した際は、演じていてとても辛く、早く皆の元に帰りたい気持ちで一杯だったと明かしている。
ラグ・ウラロを演じた島津冴子は、「声優が役に成りきった時点で思い浮かべる台詞と、設定されていた台詞との接点が、かなり密着した作品だった」「言葉のテンポも類なくスピードがある」「私が今でやってきたアニメ、もしくは観てきたアニメとは全く異なった世界で、新鮮な気持ちを感じさせてもらった仕事です」との感想を述べ、自身が演じたラグについては、ヒロインの1人だったエルチと比較して、「ランドサットの首領として皆を率いて来たために、身につけた責任感とツッパリが、エルチやジロンほどストレートな表現の出来ないキャラにしてしまった」と分析し、誰かと対立した際に
体でぶつからず、一歩引いてしまう所に可愛さを感じ、ラグ、ジロン、エルチが絡む場面は、役にのめり込んで演じる程に面白かったと述懐している。その上で、最終回の結末を聞かされた時はショックで、ラグにとって、もっと寂しい終末だったにも拘らず、キスで気持ちを切り替えた彼女に「拍手を送りたい気持ちで一杯です」と結んでいる。

## ストーリー
かつて地球と呼ばれた惑星ゾラはどこまでも砂漠が広がる星となっていた。「イノセント」と呼ばれる支配階級の人々がドーム都市に住み、「シビリアン」と呼ばれる庶民階級の人々がその外に住んでいた。シビリアンたちは、ロックマン（ブルーストーン採掘業者）、ブレーカー、運び屋、交易商人などを営んで生活していた。
ゾラには「泥棒、殺人を含むあらゆる犯罪は三日逃げ切れば全て免罪」という「3日限りの掟」が存在した。しかし、シビリアンの少年ジロン・アモスは両親を殺したブレーカーのティンプ・シャローンを、掟の三日を過ぎても追いかけ続けていた。ジロンは目的を果たすために戦闘用ウォーカーマシン「ザブングル」を手に入れようとするが失敗し、その持ち主である交易商人「キャリング一家」のお嬢様エルチ・カーゴや無法者集団「サンドラット」の女リーダーであるラグ・ウラロたちとランドシップ「アイアン・ギアー」に乗り込み、行動を共にすることになる。アイアン・ギアーの派手な活動はやがてイノセントにも注目されるようになる。やがてアイアン・ギアーのクルーたちは反イノセント組織「ソルト」と合流していく。
「イノセント」の本来の支配者である貴公子アーサー・ランクはジロンたちに共感し、真実を告げる。「シビリアン」とは、将来的に地球（ゾラ）を託すために「イノセント」によって人工的に創りだされた種族であった。大異変により環境が激変し、それまでの地球人の体のままでは生存できなくなってしまったのだ。「イノセント」たちは「シビリアン」を穏健に支配育成し、いずれはゾラを譲るつもりだった。しかし、対立する「イノセント」の大物カシム・キングはこの計画を反故にし、「シビリアン」を支配し続けようとしていた。
カシム・キング一派はエルチを拉致して洗脳し、アーサーやジロンたちを抹殺させようとする。ジロンたちは何とかエルチを救い出し、アーサーの助力を得て洗脳を解く。シビリアンたちはあちこちで暴動を起こしてキングの勢力に対抗し、これを圧倒するに至る。窮地に陥ったカシムはICBMで反撃しようとするが、その誘爆で死亡する。しかしこの過程でエルチは負傷し失明してしまう。シビリアン側の勝利が確定した後、エルチは洗脳のためとはいえ仲間を裏切った罪悪感から荒野に独りザブングルを駆り飛び出すが、迎えに来たジロンの呼びかけに応え、仲間と共に生きていくことを決意する。

## 登場メカ
登場キャラクターは古今東西の様々な銃器を使用する。例えば、ジロンは「ボーマーサイトを装備したカスタムタイプのブローニング・ハイパワー」、ティンプは「コルト・ピースメーカーを二挺拳銃で」など。これらはオリジナルではなく、イノセントがコピーして製造し、シビリアンに支給したものである。WMやLSに装備されている火器も同様で、特に12.7mmM2重機関銃と20mmFlak38対空機関砲は多用されている。
移動手段は基本的に車輪、ホバークラフト、歩行（WM）のいずれか。砂漠などの不整地が多いため、車輪は少数派である。飛行機械はほとんど存在しないが、実在する爆撃機フライング・ガン・シップ「ミッチェル」（ノースアメリカンB-25J爆撃機）などが登場する。外観はオリジナルの通りで米軍のマーキングまで再現されているが、イノセントがドームの外に出る際の移動手段として使用されている。機内はドーム内と同様に彼らの生命が保たれるようになっており、内装も作り変えられている。最終回で飛行機だけでなく、飛行船や気球等ドームから逃げ出すイノセントたちが乗る機体が大量に登場している。
ウォーカーマシン
惑星ゾラにおいて使用されている歩行メカ。WMと略される。大小様々なタイプがあり、そのほとんどは二足歩行（六本脚のウォーカー・タンカーなども存在するが、一般的なWMのカテゴリーに含まれるか否かは不明）。当初はブルーストーン採掘でも使用する汎用作業機械という位置づけだったが、ザブングルやウォーカー・ギャリアは文字通りの戦闘メカであり、他にも戦闘用に特化したタイプが登場する。
ランドシップ
惑星ゾラにおいて使用されている陸海両用浮上式航行艦。LSとも略される。基本的には大型のホバークラフトで、大きさ・形状とも様々なクラスが存在する。ほとんどが武装しており、中でも巨大WMに変形できるアイアン・ギアー級は絶大な戦闘力を誇る。
ホバギー
オートバイに相当する小型ホバークラフト。誰でも操縦できる一般的かつ手軽な移動手段として使用されている。ウォーカー・ギャリアはWMにホバギーの特色を取り入れた設計となっている。ソアラなどイノセントの用いるホバーヘリはシビリアン用とは飛行性能が段違いで、高空を高速飛行可能な本格的飛行メカになっている。

## 用語
惑星ゾラ
ヒトに良く似た人類が住む地球に良く似たどこかの惑星。天変地異により失われた文明の遺物が点在する。
シビリアン
ゾラの大地で暮らす人々で、イノセントやハナワンやトラントランと並びゾラにおける人種の呼称。ジロンたちもシビリアンである。荒廃したゾラの大地に適合する強い生命力を持つ、イノセントが三番目に創り上げた強化人類の完成形。シビリアンは社会性をイノセントにコントロールされており、事実上支配されている。
トラントラン族
人類再生のため、過酷なゾラの環境に合わせてイノセントが最初に遺伝子操作で創り上げた強化人類。知能面が低いので失敗作とみなされた（しかし、劇中ではかなりの奸智を示している）。群落を作って野生化している。武器としてトマホークを持ち、頭に羽根飾りを着けて身体にボディペインティングを施すなど、北米のインディアンを思い起こす風俗をしている。
ハナワン族
トラントランの失敗を踏まえて創られた二番目の強化人類。知能面は強化されたが肉体面は虚弱であり、日光に目と皮膚が耐えられないため、マッド・シーへ追われて海洋民族となった。戦闘時は半魚人の様な潜水服を着用する。
三日限りの掟
シビリアン達の間に深く浸透している鉄の不文律。「盗んだものでも三日経てば自分のもの」で、「これを破ったものは、後ろから撃たれても文句は言えない」とされる。誰がいつ定めたのかははっきりしていない。
多くのシビリアン達はこれを受け容れていたが、イノセントのエージェントのティンプ・シャローンによって、両親を殺害されたジロン・アモスがティンプを仇敵として四日目以降もつけ回すようになり、そういったジロンのこだわりにより、三日限りの掟に疑問を覚える人々が徐々に増えていく。
イノセント
ゾラの各地に点在するポイントと呼ばれるドームの中で暮らす人種の呼称。シビリアンに対する支配階級であり、ドーム外の環境に適応できず、外気に触れると短時間で死亡する（薬の服用である程度は回避できる）。シビリアンには製造することができない物資を支給してくれることから、援助をしてくれる絶対的な存在として認知されている。シビリアンには理解できない優れた科学力を持ち、その決定は絶対的なものと考えられており、一般的に「死なないと」信じられていた。シビリアンに、ブルーストーン（BS）本位の経済活動を行わせている。また、シビリアンの社会に騒乱を引き起こすことによる社会性の進歩を観察している。
ロックマン
ブルーストーンを採掘する人々、鉱夫。時々巡回してくる交易商人のバザーでBSを様々な製品や日用品と交換し、次のバザーまでまたBSを採掘するという生活をしている。
ブレーカー
壊し屋。ウォーカーマシンなどを用いた戦闘から、強盗や殺人、用心棒など暴力行為を行う職種。交易商人に雇われている者が多い。なお、「日雇いブレーカー」というセリフはビデオソフト化の際カットされた。
運び屋
ランドシップによって各地を渡り歩き、開催するバザーによって収益を得る交易商人の総称（狭義では、交易手形を持たない商人を指す）。
交易商人
イノセントに交易手形を与えられ、大型LSを所有する運び屋。イノセントの交易ポイントに出入りが許される存在でエルチの父、キャリングをはじめ、様々な商人がイノセントと繋がりを持っていた。ビッグマンやカラス一家のように、勢力家ともなると単艦ではなくLS艦隊を擁する者も珍しくない。
バザー
各地を巡回する交易商人が定期的に開く取引市場。基本的には青空市で、開催されると周囲のシビリアン達が集まってくる。ロックマンが採掘するブルーストーンをイノセントが生産する製品と交換する取引が主だが、その他にも日用品である食料や衣料の売買。WMやLSの修理／中古屋と言ったサービス業。果ては酒場や宿屋、劇場と言った娯楽施設まで並び立ち、にわか仕立ての町となる。これらは交易商人自身が行う他に、主催した交易商人の許可を得た店舗（移動式）が営業している場合が多い。
シビリアンには通貨（紙幣やコイン）が存在しないため、取引方法はブルーストーンの他、金などの貴金属（秤量貨幣として「ギャラント」との重量単位が用いられる）、生産物を持ち寄った物々交換などである。
一応、バザーの開催地には交易商人によるテリトリーがあるが、利益拡大を狙って他の交易商人が縄張りを荒らすことも珍しくないため、交易商人はブレーカーを雇い入れて治安維持や出入りに備えているのが普通である。交戦は後の商売に差し障るのでバザー会場を巻き込まないのが仁義だが、破られる場合もある。
町
シビリアンで定住している者は少ないが、食糧の自給や補給の関係で小規模な町（大部分は鉱山町）は存在する。水源と耕作地があり、LSやWMに燃料を供給するスタンドや修理屋。武器屋（中古屋）が併設され、雰囲気は開拓時代の西部劇そのままである。大抵、こうした町はバザー会場にもなるが、周辺のブルーストーンが掘り尽くされて廃坑になると引き払われ、ジロンとティンプが対決したような破棄されたゴーストタウンになってしまう。
交易ポイント
イノセントのドーム都市でもシビリアンと接触／交易用に設けられた物。LSを収納可能なドックを複数持ち、ブルーストーン上納と引き替えに製品を渡す。取引は特別な場合を除いてイノセントが直接行わず、アンドロイドや機械を介して無人で行われる場合が多い。ブラン他の無人WMや自動兵器で厳重に警備されている。
マッド・シー
文字通り泥の海。海洋民族のハナワン族が住んでいる。海洋のほとんどが干上がったゾラでは、海は伝説に近い存在である。
サンドラット
少年、少女達によるブレーカー集団。リーダーはラグ・ウラロ。名は「砂鼠」との意味。
WMを所有しておらず、ホバギーを操ってロックマンやブレーカーを襲撃して生計を立てていたが、ジロン・アモスとの出会いによって大きく運命が変わる。
ブルーストーン
略してBS。青い希少鉱石。純度によって価値は上下する。イノセントはシビリアンに対しブルーストーンを上納させることで様々な生活物資を物々交換で与え、それによってシビリアンに経済社会を形成させている。実際には誤りだが、シビリアンの間では「緑（植物）のあるところにはブルーストーンは存在しない」が常識となっていた。
納められたBSが何に使われるかは、本放送期間中に『アニメック』誌でも話題になっており、珍説として「WMのガソリンは添加剤としてBS入りだから、ガソリンエンジンでは考えられない高出力を発揮する」や「ザブングルの青い機体は、BSが精製された装甲でできてるから強靱」との推測もあったが、本編では何も語られず、Drマネが入れ歯に使っていた程度であった。
鈴木良武による小説版では、「単なる変成岩の一種にすぎず、転用できる価値の無い信用通貨のようなもので、上納されたブルーストーンはシビリアンには知らされていないがこっそり廃棄されていた」と語られる。また『ザブングル記録全集 第1冊』に富野由悠季が寄せた「ザブングルの塊」文中でも、「何の価値もないもの」と語られている。
光の昇天
コンピュータコア他、ハイテク工業製品の製造施設はゾラではなく衛星軌道上、または月面にある工業プラントにあると設定されており、イノセントの交易ポイントから大気圏外へ向けて打ち上げられる定期便が受け取りに行く。宇宙往還機発射の模様は「光の昇天」と呼ばれ、シビリアンはイノセントの儀式であると解釈していた。
ソルト
イノセントの支配体制に疑問と不満を持って、打倒イノセントをもくろむシビリアンの組織。「シビリアンによる自由と独立」をスローガンに掲げる。リーダーはカタカム・ズシム。組織規模は大きく、劇中後半ではゾラの勢力均衡を傾ける要となる。ソルトの頭文字である「S字を模した稲妻を握った手」が旗印。

## スタッフ
（オープニングクレジットより）
- 企画 - 日本サンライズ
- 原案 - 矢立肇
- 原作 - 富野由悠季、鈴木良武
- キャラクターデザイン- 湖川友謙
- メカニカルデザイン - 大河原邦男
- 音楽 - 馬飼野康二
- 作画監督チーフ - 湖川友謙
- 美術 - 池田繁美
- 総監督 - 富野由悠季
- プロデューサー - 森山涇（名古屋テレビ）、普入弘（創通エージェンシー）、中川宏徳（日本サンライズ）
- 制作 - 名古屋テレビ、創通エージェンシー、日本サンライズ

## 主題歌・挿入歌
下記各曲を収録したEPレコードの発売元は、いずれもキングレコード。
オープニングテーマ - 『疾風ザブングル』
作詞 - 井荻麟 / 作曲・編曲 - 馬飼野康二 / 歌 - 串田アキラ
エンディングテーマ - 『乾いた大地』
作詞 - 井荻麟 / 作曲・編曲 - 馬飼野康二 / 歌 - 串田アキラ
挿入歌
『HEY YOU』
作詞 - 井荻麟 / 作曲・編曲 - 馬飼野康二 / 歌 - MIO
『わすれ草』
作詞 - 井荻麟 / 作曲・編曲 - 馬飼野康二 / 歌 - MIO

## 各話リスト
サブタイトル、脚本、演出、作画監督の出典→
| 話数   | 放送日        | サブタイトル             | 脚本     | ストーリーボード | 演出     | 作画監督   |
| ------ | ------------- | ------------------------ | -------- | ---------------- | -------- | ---------- |
| 第1話  | 1982年 2月6日 | 命をかけて生きてます     | 五武冬史 | 斧谷稔           | 鹿島典夫 | 湖川友謙   |
| 第2話  | 2月13日       | ザブングルはもらったよ   | 伊東恒久 | 斧谷稔           | 藤原良二 | 佐々門信芳 |
| 第3話  | 2月20日       | みーんな当て外れ         | 荒木芳久 | 菊池一仁         | 菊池一仁 | 金山明博   |
| 第4話  | 2月27日       | なんで掟を破るのさ       | 五武冬史 | 斧谷稔           | 加瀬充子 | 山田政紀   |
| 第5話  | 3月6日        | 3人そろってシャクの種    | 伊東恒久 | 鹿島典夫         | 鹿島典夫 | 中内一行   |
| 第6話  | 3月13日       | あんたジロンの何なのさ   | 荒木芳久 | 加瀬充子         | 藤原良二 | 佐々門信芳 |
| 第7話  | 3月20日       | 信ずるものは浮かばれる   | 吉川惣司 | 菊池一仁         | 菊池一仁 | 金山明博   |
| 第8話  | 3月27日       | ミスにはミスがない       | 伊東恒久 | 滝沢敏文         | 加瀬充子 | 山田政紀   |
| 第9話  | 4月3日        | 花は野に咲けマリア花     | 荒木芳久 | 康村正一         | 鹿島典夫 | 佐々門信芳 |
| 第10話 | 4月10日       | 女の勇者はこわいです     | 五武冬史 | 山崎和夫         | 関田修   | 篠田章     |
| 第11話 | 4月17日       | 追いかけて、追いかけて   | 荒木芳久 | 鈴木行           | 加瀬充子 | 坂本三郎   |
| 第12話 | 4月24日       | 謎また謎のイノセント     | 伊東恒久 | 菊池一仁         | 菊池一仁 | 金山明博   |
| 第13話 | 5月1日        | あとは野となる大破壊     | 吉川惣司 | 小椋十三         | 関田修   | 山田政紀   |
| 第14話 | 5月8日        | ティンプ、悪あがき       | 五武冬史 | 斧谷稔           | 鈴木行   | 佐々門信芳 |
| 第15話 | 5月22日       | 泥まみれ、やけっくそ     | 伊東恒久 | 高橋資祐         | 加瀬充子 | 篠田章     |
| 第16話 | 5月29日       | 哀歌かなしく             | 荒木芳久 | 滝沢敏文         | 菊池一仁 | 坂本三郎   |
| 第17話 | 6月5日        | 役者やのオで大勝負       | 吉川惣司 | 小椋十三         | 関田修   | 金山明博   |
| 第18話 | 6月12日       | 家出がなんで悪いのさ     | 五武冬史 | 鈴木行           | 鈴木行   | 山田政紀   |
| 第19話 | 6月19日       | コンドルよ、とべ!        | 荒木芳久 | 鹿島典夫         | 加瀬充子 | 佐々門信芳 |
| 第20話 | 6月26日       | アコンは伊達男か?        | 伊東恒久 | 関田修           | 関田修   | 篠田章     |
| 第21話 | 7月3日        | 惚れて、惚れられて       | 吉川惣司 | 斧谷稔           | 菊池一仁 | 坂本三郎   |
| 第22話 | 7月10日       | 破れかぶれのラグ         | 荒木芳久 | 大地瞬           | 鈴木行   | 金山明博   |
| 第23話 | 7月17日       | ラグよ帰れ! 我が胸に     | 吉川惣司 | 大貫信夫         | 加瀬充子 | 山田政紀   |
| 第24話 | 7月24日       | 死闘、激闘、泣きカラス   | 伊東恒久 | 鈴木行           | 関田修   | 佐々門信芳 |
| 第25話 | 7月31日       | 捨て身と捨て身の大戦闘   | 荒木芳久 | 大地瞬           | 鈴木行   | 篠田章     |
| 第26話 | 8月7日        | イノセント大乱戦         | 五武冬史 | 菊池一仁         | 菊池一仁 | 坂本三郎   |
| 第27話 | 8月14日       | うたえ! 戦士の歌を       | 伊東恒久 | 小椋十三         | 関田修   | 湖川友謙   |
| 第28話 | 8月21日       | 弱味みつけたイノセント   | 吉川惣司 | 今川泰宏         | 加瀬充子 | 金山明博   |
| 第29話 | 8月28日       | イノセントだって必死     | 荒木芳久 | 大地瞬           | 鈴木行   | 山田政紀   |
| 第30話 | 9月4日        | 頭にきたらおしまいよ     | 伊東恒久 | 滝沢敏文         | 菊池一仁 | 佐々門信芳 |
| 第31話 | 9月11日       | 女の心をあやつれば       | 五武冬史 | 鈴木行           | 関田修   | 篠田章     |
| 第32話 | 9月18日       | 俺の勝手はあんたの勝手   | 吉川惣司 | 大地瞬           | 加瀬充子 | 坂本三郎   |
| 第33話 | 9月25日       | ゴタゴタ果てしなく       | 荒木芳久 | 小椋十三         | 鈴木行   | 湖川友謙   |
| 第34話 | 10月2日       | ファットマン思いはるかに | 伊東恒久 | 滝沢敏文         | 滝沢敏文 | 金山明博   |
| 第35話 | 10月9日       | 軍隊みつけた!            | 荒木芳久 | 今川泰宏         | 関田修   | 佐々門信芳 |
| 第36話 | 10月16日      | 忍びこみ大作戦           | 五武冬史 | 菊池一仁         | 菊池一仁 | 山田政紀   |
| 第37話 | 10月23日      | 女いろいろ万華鏡         | 吉川惣司 | 大地瞬           | 加瀬充子 | 篠田章     |
| 第38話 | 10月30日      | エルチ、舞う!            | 伊東恒久 | 鈴木行           | 鈴木行   | 坂本三郎   |
| 第39話 | 11月6日       | 個人プレーじゃ駄〜目     | 荒木芳久 | 滝沢敏文         | 滝沢敏文 | 金山明博   |
| 第40話 | 11月13日      | カタカム、やぶれかぶれ   | 荒木芳久 | 今川泰宏         | 関田修   | 佐々門信芳 |
| 第41話 | 11月20日      | カタカムは終った         | 伊東恒久 | 大地瞬           | 菊池一仁 | 遠藤栄一   |
| 第42話 | 11月27日      | グレタ吠える             | 吉川惣司 | 加瀬充子         | 加瀬充子 | 山田政紀   |
| 第43話 | 12月4日       | ヨップ捜せば大混戦       | 五武冬史 | 鈴木行           | 鈴木行   | 篠田章     |
| 第44話 | 12月11日      | アーサー様・お大事に     | 荒木芳久 | 滝沢敏文         | 滝沢敏文 | 佐々門信芳 |
| 第45話 | 12月18日      | 太陽に向って立て         | 吉川惣司 | 関田修           | 関田修   | 坂本三郎   |
| 第46話 | 12月25日      | アーサー様がんばる       | 伊東恒久 | 菊池一仁         | 菊池一仁 | 金山明博   |
| 第47話 | 1983年 1月8日 | エルチ目覚めよ           | 荒木芳久 | 今川泰宏         | 加瀬充子 | 篠田章     |
| 第48話 | 1月15日       | 永遠のアーサー様         | 吉川惣司 | 鈴木行           | 鈴木行   | 佐々門信芳 |
| 第49話 | 1月22日       | 決戦! Xポイント          | 伊東恒久 | 大地瞬           | 関田修   | 金山明博   |
| 第50話 | 1月29日       | みんな走れ!              | 伊東恒久 | 菊池一仁         | 菊池一仁 | 坂本三郎   |

## 放送局
| 放送期間（または、放送体制）  | 放送時間           | 放送局             | 対象地域       | 備考                                                 |
| ----------------------------- | ------------------ | ------------------ | -------------- | ---------------------------------------------------- |
| 1982年2月6日 - 1983年1月29日  | 土曜 17:30 - 18:00 | 名古屋テレビ       | 中京広域圏     | 制作局                                               |
|                               |                    | 北海道テレビ       | 北海道         |                                                      |
|                               |                    | 東日本放送         | 宮城県         |                                                      |
|                               |                    | 福島放送           | 福島県         |                                                      |
|                               |                    | テレビ朝日         | 関東広域圏     |                                                      |
|                               |                    | 静岡けんみんテレビ | 静岡県         | 現・静岡朝日テレビ                                   |
|                               |                    | 瀬戸内海放送       | 香川県・岡山県 |                                                      |
|                               |                    | 広島ホームテレビ   | 広島県         |                                                      |
|                               |                    | 鹿児島放送         | 鹿児島県       | [ 注 5 ]                                             |
| 1982年2月5日 - 1983年1月28日  | 金曜 17:00 - 17:30 | 朝日放送           | 近畿広域圏     | 先行ネット                                           |
|                               |                    | 九州朝日放送       | 福岡県         | 先行ネット                                           |
| 遅れネット                    | 土曜 17:10 - 17:40 | テレビ信州         | 長野県         | 放送当時日本テレビ系列とテレビ朝日系列のクロスネット |
|                               | 月曜 17:00 - 17:30 | 秋田テレビ         | 秋田県         | 放送当時フジテレビ系列とテレビ朝日系列のクロスネット |
|                               | 火曜 17:00 - 17:30 | 山形テレビ         | 山形県         | 放送当時フジテレビ系列                               |
| 1982年4月5日 - 1983年3月14日  | 月曜 17:30 - 18:00 | 新潟放送           | 新潟県         |                                                      |
| 1982年2月24日 - 1983年2月16日 | 水曜 16:50 - 17:20 | 富山テレビ         | 富山県         |                                                      |
| 1982年4月15日 - 1983年3月31日 | 木曜 17:00 - 17:30 | 北陸放送           | 石川県         |                                                      |
| 遅れネット                    | 水曜 17:25 - 17:55 | 南海放送           | 愛媛県         |                                                      |
|                               | 火曜 17:20 - 17:50 | 長崎放送           | 長崎県         |                                                      |
|                               | 木曜 17:30 - 18:00 | 熊本放送           | 熊本県         |                                                      |
|                               | 水曜 17:25 - 17:55 | 宮崎放送           | 宮崎県         |                                                      |

### 関西での放送について
第27話「うたえ! 戦士の歌を」は、本放送当時の関西地方では未放送となった。
夏の高校野球(全国高等学校野球選手権大会)主催局である朝日放送の中継延長のため第27話(8月13日放送予定)の放送は休止となり、代替放送も行われなかった。
『無敵鋼人ダイターン3』から『勇者王ガオガイガー』まで続く朝日放送での金曜日夕方のサンライズ作品放送枠は、高校野球中継の影響により代替放送されることが多く、また初期(『ガンダム』や『ザブングル』等)は次回予告編の放送もカットされる事例が見られたが、代替放送も行われなかったのは、本作品のみである。
このような放送状況から映画『ザブングル グラフィティ』では、トロン・ミラン登場時に、「幻のトロン・ミラン(関西地区で)」とのテロップが表記された。
本放送から35年後の2017年10月2日深夜(3日早朝)のサンテレビにおいて第27話「うたえ! 戦士の歌を」が関西地方の地上波放送局での初放送が行われた。

## 映像ソフト
- ビデオソフト
TVシリーズは日本ビクター(現ビクターエンタテインメント)より全13巻。
映画版は東芝映像ソフト。
- LD
TVシリーズは全50話を収録したLD-BOXでタキコーポレーション。
映画版は未発売。
- DVD
TVシリーズは全50話を収録したDVD-BOX１・２でタキコーポレーション。　再発売はflying DOG。
映画版はバンダイビジュアル。
- BD
TVシリーズ全50話を収録したBD-BOX１・２。放送開始から40周年のタイミングでのリリースとなり、BOX2に映画版も収録されている。
発売はflying DOG。

## 関連作品

### ザブングル グラフィティ
1983年7月9日に公開された、テレビ版を編集して新作カットを加えた劇場版。配給:松竹、スタンダードサイズ、映倫番号:111114。併映は高橋良輔監督の『ドキュメント 太陽の牙ダグラム』、『チョロQダグラム』。
当初から併映前提で制作され、上映時間が90分以内という制約があったため、主要な物語を詰め込む総集編とせず、楽屋落ちを織り込んだ回想形式の作品となった。セル塗りを途中で止め、あえて動画を直接撮影したシーンに、「これが動撮だ! 間に合わないとこうなっちゃう」とテロップが入れられた部分があった。
ラストはエルチとジロンを中心に皆が走る所までは一緒だが、死亡したと思われたアーサー・ランクが登場し、失明したエルチに対して治療を申し出るというものになっている。この改変について、富野は「誰も死なない作品」とするとの決定の元に制作されたこともあり、「TV版でのアーサーの死とエルチの失明が作品全体のムードに対して、後味の悪い物として、心に引っかかっていたため」とコメントしている。

#### 劇場版スタッフ
- 製作 - 伊藤昌典
- 企画 - 山浦栄二
- 原案 - 矢立肇
- 原作 - 富野由悠季、鈴木良武
- 監督 - 富野由悠季
- キャラクターデザイン- 湖川友謙
- メカニカルデザイン - 大河原邦男
- 美術 - 池田繁美
- メカニカル設定 - 出渕裕
- 音楽 - 馬飼野康二
- 録音 - 藤野貞義、東京テレビセンター
- 構成演出 - 菊池一仁
- 編集 - 布施由美子
- 効果 - 伊藤道広
- 調整 - 甲藤勇、泉山行輝
- 撮影 - 旭プロダクション、斉藤秋男
- 技術協力 - 三沢勝治
- 音響制作 - 千田啓子
- 音楽出版 - 名古屋テレビ音楽出版、サンライズ音楽出版(指田英司)
- タイトル - マキプロダクション
- 渉外 - 伸童舎
- 現像 - 東京現像所
- 制作主任 - 冨永恒雄
- 演出協力 - 鈴木行、関田修、滝沢敏文、加瀬充子、今川泰宏
- 制作協力 - 内田健二、中川一敏、目崎一彦、渡辺努、杉島邦久、福田倫子
- 製作協力 - 名古屋テレビ、創通エージェンシー
- 協力 - 講談社
- プロデューサー - 中川宏徳

#### 劇場版主題歌
オープニングテーマ - 『疾風ザブングル』
歌 - 串田アキラ
エンディングテーマ - 『GET IT!』
作詞 - 売野雅勇 / 作曲・編曲 - 馬飼野康二 / 歌 - MIO
劇場版イメージソング
『Coming Hey You』
作詞 - 井荻麟 / 作曲・編曲 - 馬飼野康二 / 歌 - MIO

### その他
- ソノラマ文庫から、鈴木良武による小説版（全2巻）が発行された。ジロンの一人称で描かれている。エルチが発掘された『ガメラ』の関連資料をもとに舞台演劇化したり、イノセントが性愛に関することに過剰に反応する描写などのコメディ色も強い作品である。ザブングルは変形合体機構を持たず、固定火器を持った機体となっているが、冒頭のホーラたちの離反時に武器弾薬が持ち逃げされたため、一発も弾を撃つことがない。後に、DVDボックスの付録として復刻された。
- サイバーコミックスから伊藤明弘による、本作TVシリーズの後日譚となる漫画『BLUE GALE』が連載されたが、未完に終わっている。2001年11月にダイトコミックス（大都社）より『伊藤明弘版権物作品集 Blue Gale』（ISBN 488653726X）として刊行された。
- 『コミックボンボン』に連載された成井紀郎の漫画『ひみつ指令0059』では、ティンプがシリーズ後半の悪役キャラとしてレギュラー出演している。
- ツクダホビーから『戦闘メカ・ザブングル』『BLUE GALE ブルーゲイル』『WORKER GARIA ウォーカーギャリア』の3作品が、ボードウォー・シミュレーションゲームとして発売された。
- 2003年にプレイステーション用ゲーム『戦闘メカ ザブングル THE レースインアクション』がSIMPLEキャラクター2000シリーズの第17作としてバンダイから発売された。
- 『スーパーロボット大戦シリーズ』『スーパーロボットスピリッツ』『バトルロボット烈伝』『サンライズ英雄譚』シリーズなど、多くのロボットアニメが共演するテレビゲーム作品にも登場している。特に『スーパーロボット大戦Z』シリーズでは、エルチの視力とアーサー生存から『グラフィティ』の後日談という扱い。
- 玩具やプラモデルも数多く発売された。ウォーカーマシン#商品化を参照。
- 本作の音楽は、本作と同じく馬飼野康二が音楽を担当したテレビアニメ『ベルサイユのばら』からの流用が多い。
- サンライズのテレビ作品としては、本作まではオープニング・エンディングのテロップには手書きのものが残されていた。次作『聖戦士ダンバイン』以降は、すべて写真植字テロップとなっている[注 6]。

## 漫画
- アニメの放送に伴い、漫画雑誌『冒険王』にて愛沢ひろしによるコミカライズ版が連載された。

- 本作の放送40周年を記念した特別連載として、『戦闘メカ ザブングル アナザー・ゲイル』のタイトルで2022年9月27日発売の『月刊!スピリッツ』（小学館）11月号より漫画の連載を開始[35][36]。漫画は放送当時から本作のファンであった田中むねよしが担当[36]。原作には富野由悠季と鈴木良武がクレジットされている[35]。